# Clúnia

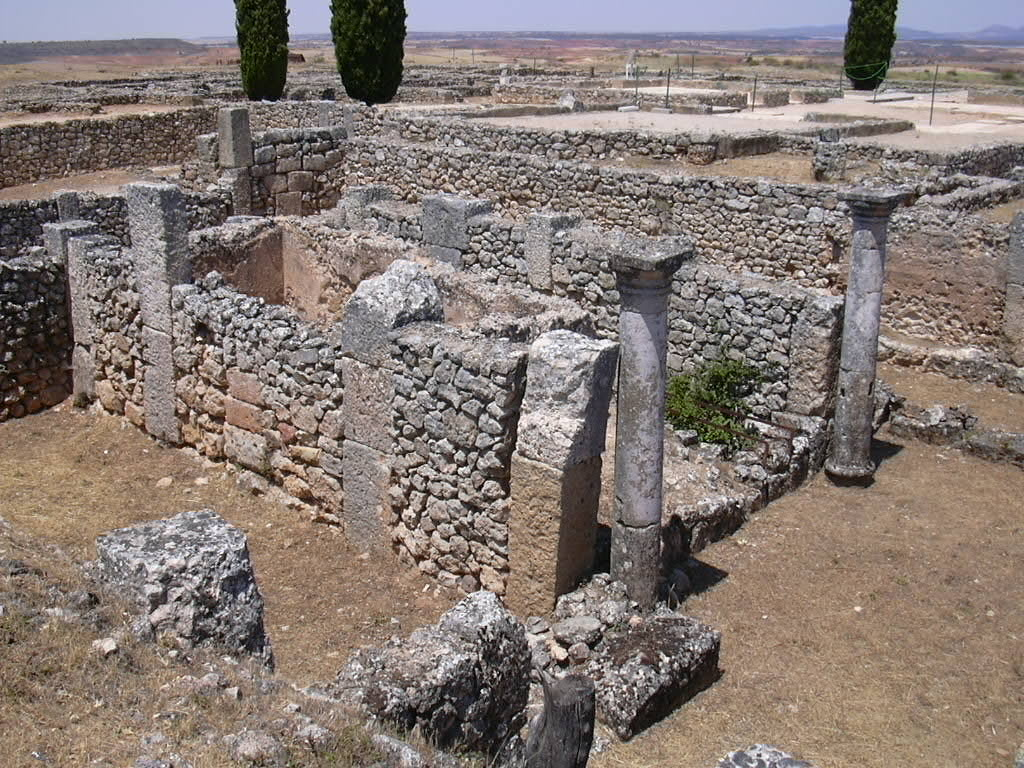
Vestígios arqueológicos da cidade romana de Clúnia Suplícia.

A Colônia Clúnia Suplícia (em latim: Colonia Clunia Sulpicia) foi uma cidade romana situada no Alto de Castro, a mais de 1000 msnm, entre as atuais localidades de Coruña del Conde e Peñalba de Castro, a sul da província de Burgos (Espanha). A cidade ficava na via que ia de César Augusta (atual Saragoça) até Astúrica Augusta (Astorga).
Foi uma das cidades romanas mais importantes da metade norte da Hispânia, e foi a capital de um convento jurídico na província Hispânia Citerior Tarraconense, o denominado Convento Cluniense (em latim: Conventus Cluniensis).
Clúnia é um topônimo de origem arévaca.

## História

### Época pré-romana
A cidade de Clúnia foi fundada num cerro, perto de um assentamento celtibero denominado Cluníaco ou Kolounioukou, pertencente aos Arévacos, uma tribo celtibérica.

### Gênese e apogeu
Em Clúnia, o político e militar romano Quinto Sertório resistiu durante 20 anos a Pompeu, que destruiu o que existia da cidade em 72 a.C.
Anos depois, a cidade foi fundada ex novo à época do imperador Tibério, dentro da província Hispânia Citerior Tarraconense'. Primeiro concedeu-lhe a categoria de município, e emitiu moeda fracionária, asses e dupôndios, nos quais aparecem os quattuorviri locais, que foram encarregados da sua cunhagem.
Em algum momento entre os impérios de Tibério e de Cláudio foi sede de um dos Legati Iuridici da província Tarraconense, tornando-se capital do conventus iuridicus Cluniensium.
Clúnia adquiriu a categoria de colônia romana e o epíteto de Sulpícia após autoproclamar-se imperador nela o general Sulpício Galba, que se refugiou nela durante a revolta contra Nero; foi ali que teve notícia da morte de Nero e de que fora eleito imperador (por isso alguns tratadistas acrescentam o epíteto de Galba ao nome da cidade). A cristalização do status de colônia foi devida ao imperador Vespasiano.
O esplendor da cidade romana de Clúnia estendeu-se durante os séculos I e II da nossa era, assim como outras cidades da Meseta Norte da Hispânia como Astúrica Augusta ou Julióbriga, situadas nas províncias de Leão e Cantábria, respectivamente. Durante o seu máximo apogeu acredita-se que a cidade de Clúnia chegou a ter ao redor de 30 000 habitantes.

### A decadência
Ao longo do século III ocorreu uma despovoação paulatina do núcleo urbano, em relação à crise do século III e a incipiente decadência do Império Romano do Ocidente. Há evidências de incursões bárbaras em Clúnia. De fato, está constatado que, em finais do século III, a cidade foi incendiada por povos bárbaros, em concreto, pelos franco-alemães. Isto contribuiu para a decadência da cidade. Porém, não parece que se desse uma destruição violenta e generalizada, em todo caso preludia o final da influência cultural romana na cidade de Clúnia e nos seus arredores.
Em plena conquista da Hispânia visigoda por parte dos muçulmanos, a cidade e foi conquistada pelas tropas do general berbere Tárique por volta de 713. Mais tarde, os cristãos repovoaram-na em 912, localizando a cidade no lugar que ocupa atualmente Coruña del Conde, localidade onde podem ser contemplados vestígios romanos procedentes da cidade de Clúnia.
Posteriormente seria construída a povoação de Peñalba de Castro, que recebeu o planalto do encrave de Clúnia em troca de água numa época onde o valor da água era maior que os poucos vestígios ainda não enterrados que ficavam da abandonada cidade romana.

## Legado arqueológico
Clúnia constitui um encrave arqueológico de excepcional interesse da Península Ibérica. Este interesse vem determinado pela sua morfologia urbana e pela sequência cultural dos achados que proporciona. Além disso, as suas ruínas são das mais representativas de todas as encontradas de época romana ao norte da Península Ibérica.
As escavações arqueológicas no sítio começaram em 1915. Os trabalhos retomaram-se em 1931 e 1958, sacando à tona o passado glorioso de uma das cidades principais da Hispânia cuja extensão –a julgar pelos trabalhos de escavação arqueológica– rondava as 120 hectares, sendo esta uma das cidades de maior tamanho de toda a Hispânia romana. As escavações permitiram descobrir –após séculos de ocultamento– um teatro escavado na rocha, várias domus com mosaicos, ruas, vestígios das edificações do fórum e um grande esgoto, bem como importantes achados escultóricos, como uma efígie de Ísis e um torso de Dionísio, que se conservam no Museu Arqueológico Nacional de Espanha (Madrid) e no de Burgos, além de uma grande quantidade de moedas, restos epigráficos, cerâmica romana como a terra sigillata, vidros, objetos de bronze, etc.

## Morfologia urbana
As escavações arqueológicas permitiram conhecer a evolução do urbanismo doméstico e comprovar alguns dos seus traços mais característicos.
No sitio arqueológico podem-se observar as seguintes edificações:

### Teatro de Clúnia Sulpícia

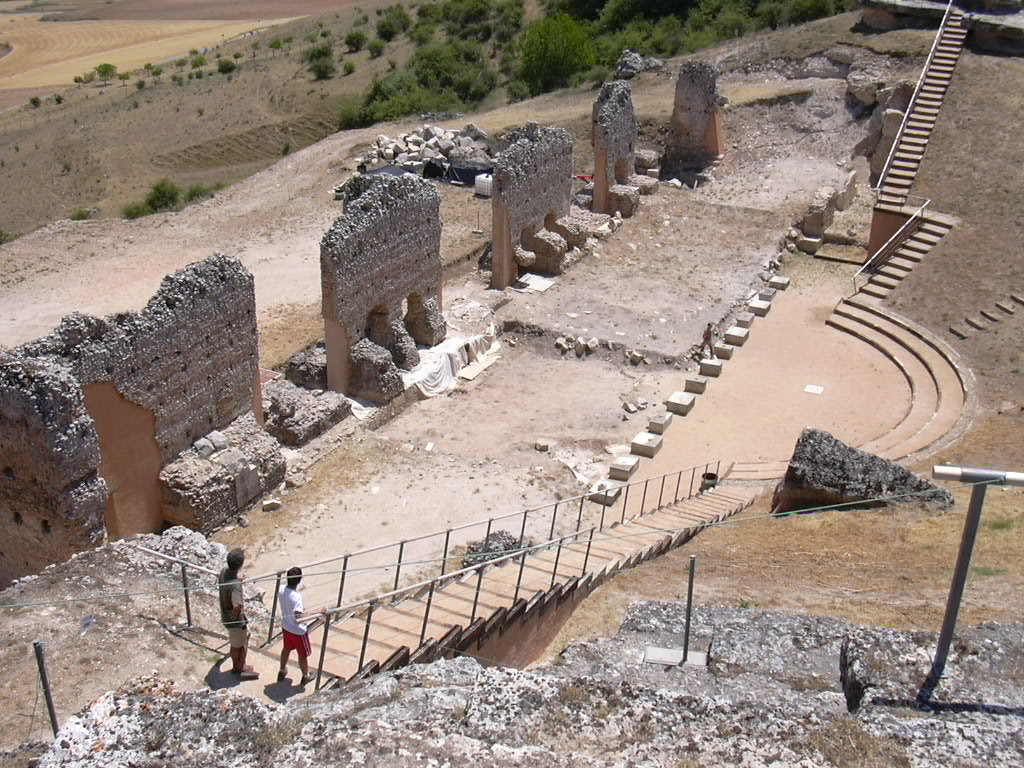
Vista parcial do Teatro de Clúnia Sulpícia.

O vestígio mais significativo é o teatro, escavado na rocha, que teve capacidade para 10 000 espectadores, o que o convertia num dos maiores da sua época na Hispânia. A sua recuperação obteve o prêmio na seção de Restauração e reabilitação outorgado pelos Prêmios bianuais de Arquitetura de Castela e Leão de 004-2005. O jurado salientou "a respeitosa recuperação do teatro e o tratamento paisagístico geral".

### Fórum romano de Clúnia Sulpícia
O centro das cidades romanas, ali onde se cruzavam Cardo Máximo e Decúmano Máximo, acolhia frequentemente o fórum da cidade, uma praça pública rodeada de pórticos. Em ele desenvolviam-se atividades políticas, comerciais, judiciárias e, habitualmente, também religiosas. Em Clúnia, o fórum encontra-se não muito longe do teatro, em cujas imediações destacam-se os restos de três domus, uma basílica e um macelo (mercado). Chamam a atenção os mosaicos, os cômodos subterrâneos e os sistemas de calefação de algumas destas casas. Sobre o mercado edificou-se no século XVII uma ermida de escasso valor artístico, danando o sítio arqueológico.

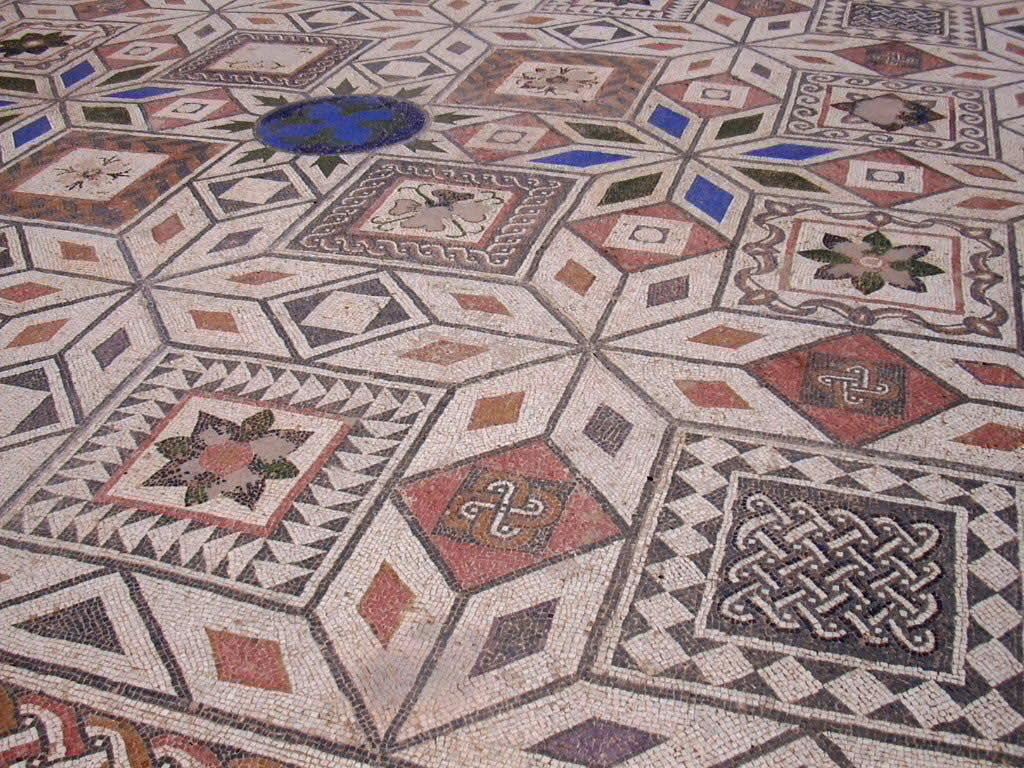
Mosaico da domus do fórum da cidade de Clúnia.

### Termas romanas de Clúnia Sulpícia
Junto ao fórum romano acham-se as ruínas das termas romanas, de grandes dimensões e cobertas de mosaicos um pouco mais simples que os das casas do fórum. Também aqui é bem visível o sistema de calefação das diferentes dependências termais, o hipocausto.

### Outras edificações
No subsolo da cidade, não visitáveis pela sua fragilidade, são muito interessantes os sistemas de abastecimento de água, formados por vários algibes com as suas correspondentes canalizações, construídos aproveitando as grutas naturais que existem em subsolo calcário do espigão sobre o qual se ergue a cidade, bem como um santuário priápico.